# 王雅 (北朝)
王雅（？—560年代），字度容，闡熙新囶人，南北朝西魏、北周將領。
王雅年少沉毅寡言，有膽量又懂騎射。宇文泰聽說了就徵召入軍，累積不少戰功，除授都督，賜爵居庸縣子。東魏將領竇泰入侵，他跟隨宇文泰在潼關擒獲竇泰。之後在沙苑之役中，他向部下說：「對方有百萬士兵，我們則不夠萬人，常理來說實在很難和他們為敵。但相公宇文泰英明神武，扶持王室，我們以順討逆，怎能計算寡眾。大家若不在這時候打敗逆賊，生存又有何用！」於是他穿上盔甲和部下作戰，所向披靡，宇文泰亦佩服其氣魄。到邙山之戰，當時情況不利西魏軍，各將都撤退，唯獨王雅自己騎馬抵御敵人，斬殺九人令敵軍卻步才返回。宇文泰慨嘆：「王雅真是渾身是膽啊。」以功勳進爵為居庸縣伯，除授帥都督、鄜城郡守。他奉行簡易的政策，令吏人安心。後來他遷官大都督、延州刺史，轉任夏州刺史，加授車騎大將軍、儀同三司，進官驃騎大將軍、開府儀同三司。
周明帝初年，王雅獲任命為汾州刺史，他在當地勵精為治，七百餘家人都過來归顺。保定初年轉任夏州刺史，在當地去世。子王世積嗣。

## 延伸阅读
[在维基数据编辑]
 《周書·卷29》，出自令狐德棻《周書》
 《北史·卷068》，出自李延壽《北史》